# 张西河乡
张西河乡，是中华人民共和国山西省大同市天镇县下辖的一个乡镇级行政单位。

## 行政区划
张西河乡下辖以下地区：
张西河村、张东河村、吴家湾村、代家屯村、大桥村、丁家烟村、丁元夭村、盛家庄村、刘伸屯村、朱家屯村、深沟夭村、上营村、下营村、安家夭村、姚明庄村、肖墙村、许家夭村、史家夭村、麻黄塄村、张小堡村和细巴沟村。